# Bez ciebie nie ma ojczyzny
Bez ciebie nie ma ojczyzny!  (kor. 당신이없으면 조국도없다!, transkrypcja McCune’a-Reischauera Tangsini ŏpsŭmyŏn, chogukto ŏpta!) – północnokoreańska pieśń oddająca cześć Kim Dzong Ilowi.

## Wykonanie
Utwór wykonywany jest przez:
- Chór Koreańskiej Armii Ludowej[1][2]
- Trupę Artystyczną Mansudae[3]
- Zespół Elektroniczy Pochonbo[4]